# Anna's Archive
Anna's Archiveは、2022年のZ-Libraryを閉鎖しようとする法執行機関の動きの直後、アンナという偽名の人物によって開設されたオープンソースの検索エンジンであり、シャドウライブラリを対象としている。Z-Library、Sci-Hub、Library Genesisを含む主要なシャドウライブラリなどの記録を集約している。自身を「人類史上最大の真にオープンな図書館」と称し、「存在するすべての書籍をカタログ化し、これらすべての書籍をデジタル形式で簡単に利用可能にするという人類の進展を追跡する」ことを目指すと述べている。このサイトは著作権のある資料のダウンロードについて責任を負わないと主張している。これは、このサイトがメタデータをインデックス化するのみで、ファイル自体は直接ホストせず、第三者によるダウンロードリンクを提供するのみであるためである。しかしながら、政府によるネット検閲や出版社および出版業界の業界団体による訴訟の対象となっており、大規模な著作権侵害に関与しているとされている。

## 起源
Anna's Archiveは、Pirate Library Mirror（PiLiMi）プロジェクトから派生したものである。これは、匿名の有志によるシャドウライブラリのミラーサイト化を目的とした取り組みであり、2022年9月にZ-Libraryの完全なコピーを完成させた。PiLiMiは「多くの国において著作権法に意図的に違反した」と認めており、当初の重点は検索可能性ではなく保存にあった。2022年11月、米国の法執行機関がZ-Libraryの複数のドメインを押収し、その運営者とされる人物を逮捕した数日後、PiLiMiのメンバーであるアンナ（Anna Archivist）はAnna's Archiveを立ち上げた。当初はZ-LibraryおよびLibrary Genesisからの検索結果を表示していた。

## ウェブサイトと運営
Anna's Archiveは検索エンジン、メタ検索エンジン、シャドウライブラリなど、様々な形で説明されている。サイトはファイルを直接ホスティングしているわけではなく、第三者によって提供されたダウンロードリンクを掲載している。また、IPFSプロトコルを通じたダウンロードも提供している。
ソースコードはパブリックドメインとしてCC0ライセンスの下で公開されている。また、同プロジェクトのデータはトレントファイルを通じて一括配布され、ウェブサイトの閉鎖に対する耐性を持たせている。現在、.li、.se、.orgという異なるトップレベルドメイン下に3つのミラーサイトを運営している。  
2025年1月15日現在、Anna's Archiveには40,369,782冊の書籍と98,401,746本の論文が収録されており、組み込みのトレントのリストはおよそ1ペタバイトの規模に達している。「ソースライブラリ」としてLibrary Genesis、Sci-Hub、Z-Library、Internet Archive、DuXiu、MagzDB、Nexus/STCなどが挙げられており、Open LibraryおよびWorldCatはメタデータのみの提供元とされている。これらのデータセットの一部は公式に公開されているが、その他はスクレイピングや非公開の手段によって取得され、配布されている。  

### 資金面
Anna's Archiveでは、高速ダウンロードは有料会員のみに提供されており、非会員はブラウザ認証による低速な手段を使用する必要がある。これはボットによる悪用を防ぐためである。同サイトは自らを非営利団体と称しており、会費や寄付の大半がサーバーインフラの維持に使われ、運営者の私的使用には充てられていないと主張している。一部のボランティア貢献者には会員資格や報酬が提供されている。  
Anna's Archiveは、大規模な金銭的またはデータの貢献と引き換えに、大規模言語モデルの学習を行うグループに対して、SFTP経由で全コレクションへの高速アクセスを提供している。2025年1月時点では、主に中国を拠点とする約30社にこのアクセスを提供しており、その中にはLLM企業とデータブローカーの両方が含まれているとされている。DeepSeekのVLモデルは、同サイトのデータを用いて学習された。

### 動機
アンナは、プログラマであり情報活動家であるアーロン・スワーツからこのプロジェクトの着想を得たと語っており、彼および他のシャドウライブラリアンたちは「情報は自由になりたがっている」と信じていると述べている。

## サイトのブロックと法的問題

Anna's Archiveをブロックしている国の地図
現在ブロック中

### アメリカ合衆国
2023年以降、Anna's Archiveのドメインは、アメリカ合衆国通商代表部による年次の悪名高い市場のリストに掲載されている。このリストは、大規模な知的財産権の侵害に関与しているとされるデジタル市場および物理的市場に焦点を当てるものである。これらの報告書では、同サイトはSci-HubおよびLibrary Genesisと関連があると記述されている。2023年のリストに関する通商代表部からのコメント要請に対し、アメリカ出版協会はAnna's Archiveを侵害サイトとして特定し、その暗号通貨ウォレットを分析した結果、2023年7月時点で29,000ドル以上の資金を受け取っていたことが判明した。

#### OCLCによる訴訟
2023年10月、Anna's Archiveが世界最大の書誌データベースであるWorldCatの全データをスクレイピングし、その専有データを無料で公開したと報じられた。アンナはこれを「世界中の書籍をマッピングする上での大きなマイルストーン」と表現した。WorldCatの運営元であるOCLCは、2024年1月にオハイオ州南部地区連邦地方裁判所に同サイトを提訴し、このスクレイピングが自社サーバーへのサイバー攻撃によって行われたと主張した。OCLCは、Anna's Archiveに対して合計500万ドル超の損害賠償と、スクレイピングやデータ共有の差し止めを求めた。OCLCは、自社の内部システムが侵害されたわけではないが、同サイトの行為は法的にはハッキングに該当すると考えていると述べた。訴訟で名指しされた唯一の被告は、Anna's Archiveまたはスクレイピングへの関与を否定した。技術ジャーナリストのグリン・ムーディは、この訴訟は「費用がかかる上に無意味」であり、情報のアクセスを促進するというOCLCの公式な使命に反していると批判した。
2024年7月、訴訟を受けて、Anna's Archiveの.orgミラーはアメリカの法域を回避するために新たな.gsミラーへと置き換えられた。しかしその直後、.gsドメインは停止され、ミラーは元の.orgドメインへと戻された
2025年3月、本件の法的な新規性に関する懸念から、裁判所は一部の判断をオハイオ州最高裁判所に委ね、OCLCによる欠席判決の申し立ておよび被告による却下申立ての双方を却下した。4月には、OCLCは名指しされた被告と和解し、彼女を訴訟から除外する代わりに、サイト自体に対する判決の取得に焦点を移した。

#### NVIDIA訴訟
2024年3月、作家のグループが、NVIDIAの生成AIプラットフォームNeMoがオープンソースのデータセットBooks3を学習に使用したとして、カリフォルニア州北部地区連邦地方裁判所にてNVIDIAを提訴した。このデータセットにはAnna's Archiveを含む複数のシャドウライブラリからの著作権保護データが含まれていた。同社は回答書において、これらのサイトをシャドウライブラリとする性格付けに異議を唱えたが、アンナ自身はこの用語を使用していた。

#### Meta訴訟
2025年2月、MetaがAIモデルの学習に著作権保護作品を使用したとしてカリフォルニア州の裁判所で提訴された訴訟において、内部メールが開示され、同社がLibrary Genesisに加えてAnna's Archiveのトレントを通じて81テラバイト以上のデータをダウンロードしていたことが明らかとなった。原告はリチャード・キャドリー、サラ・シルバーマン、クリストファー・ゴールデンらを含む作家グループであり、CEOのマーク・ザッカーバーグがシャドウライブラリの利用を個人的に承認したと主張した。同社はAI学習における著作権保護データの使用はフェアユースであると主張していた。

### オランダ
2024年3月、ロッテルダムの地方裁判所は、BREINの要請により、オランダの主要なインターネットサービスプロバイダに対し、Anna's ArchiveおよびLibrary Genesisのブロッキングを命じた。この命令は「動的」なものであり、対象サイトが将来ドメインやIPアドレスを変更した場合でも、ISPはそのブロックを更新する義務を負うものである。

### イタリア
2024年1月、イタリア通信規制庁は、イタリア出版社協会による著作権侵害の申し立てに基づき、国内のインターネットサービスプロバイダに対しAnna's Archiveのブロックを命じた。イタリアのデジタルサービス局による調査では、当該サイトに著作権保護された資料が存在することが確認され、その一部のサーバーはウクライナのホスティング業者が所有している可能性が高いとされたが、運営者の身元は判明しなかった。

### イギリス
2024年12月、英国出版協会は高等法院から命令を勝ち取り、主要インターネットサービスプロバイダに対しAnna's Archiveおよび他の著作権侵害サイトのブロックを義務付けた。この命令は、2015年以降1988年著作権・意匠・特許法第97A条の下でブロックされたサイトのリストを拡張するものである。同協会は、Anna's Archiveのドメイン上で100万件以上の著作権保護された書籍および学術論文の記録を特定したと述べている。

### その他の問題
Anna's Archiveは、2024年6月時点でGoogle 検索においてDMCA削除要請の対象となったドメインの中で上位10位に入っていた。また、大手出版社を代理してGoogleや他の検索エンジンに削除要請を送っているオランダの反海賊版サービスLink-Bustersによって、最も頻繁に標的とされているサイトの一つである。
2025年1月、メッセージングアプリTelegramは、著作権侵害を理由にAnna's Archiveのチャンネルを停止した。運営者はアプリ上での侵害投稿を避けるための措置を講じていたとされているにもかかわらず、この措置が取られた。同週にはZ-LibraryのTelegramチャンネルも停止された。両者とも事前通知は受けていなかった。これらの削除措置は、デリー高等裁判所による法的措置に関連しているとの憶測がある。